# Idiocerus principensis
Idiocerus principensis är en insektsart som beskrevs av Henry Fairfield Osborn 1924. Idiocerus principensis ingår i släktet Idiocerus och familjen dvärgstritar. Inga underarter finns listade i Catalogue of Life.